# 옹호
옹호(영어: advocacy)는 정치, 경제, 사회 제도 내에서의 결정에 영향을 미치기 위해 개인이나 집단이 수행하는 활동이다.

## 같이 보기
- 전문가 단체